# Respectable (Lied)
Respectable ist ein Popsong des englischen Duos Mel & Kim aus dem Jahr 1987.

## Entstehung und Inhalt
Der Titel wurde von Stock Aitken Waterman geschrieben und produziert. Abgemischt wurde er von Pete Hammond und Phil Harding. Er wurde in den P.W.L. Studios aufgenommen. Die Gitarre spielte Matt Aitken, die Keyboards Aitken und Mike Stock. Mark McQuire war Toningenieur.
Der Songtext war einer Zeitschrift entlehnt, die geschrieben hatte: „You can love or hate us, you ain’t gonna change us, we ain’t ever going to be respectable.“ Der Song weist ein Intro auf, das bei den Sängerinnen zunächst nicht beliebt war. Allerdings probierten sie es bei einem Auftritt in den Niederlanden live aus, und nachdem das Publikum es mit Begeisterung aufnahm, beließen sie es im Song.

## Veröffentlichung und Rezeption
Die Single erschien im Februar 1987 bei Supreme Records. Pete Waterman sagte später: „Respectable wurde eine echte Hymne. Nicht nur für das Duo selbst, sondern auch für unsere Produktionsfirma.“ 80s80s.de schrieb: „Selten danach hat es so einen poppigen und eingängigen „Protest“-Hit gegeben.“

## Kommerzieller Erfolg
In den deutschen Charts erreichte der Song erneut nach Showing Out (Get Fresh at the Weekend) Platz eins. Insgesamt hielt er sich 17 Wochen in den Charts. In Österreich erreichte Respectable Platz sieben. Dort verblieb er zwölf Wochen in den Charts. In der Schweiz kam der Titel auf Platz eins und hielt sich ebenfalls zwölf Wochen. Auch in den Niederlanden, Belgien, Finnland, Australien, Neuseeland und im Vereinigten Königreich erreichte der Titel die Chartspitze.
| ChartsChartplatzierungen     | Höchstplatzierung | Wochen |
| ---------------------------- | ----------------- | ------ |
| Deutschland (GfK)            | 1 (17 Wo.)        | 17     |
| Österreich (Ö3)              | 7 (12 Wo.)        | 12     |
| Schweiz (IFPI)               | 1 (12 Wo.)        | 12     |
| Vereinigtes Königreich (OCC) | 1 (16 Wo.)        | 16     |

| ChartsJahrescharts (1987)    | Platzierung |
| ---------------------------- | ----------- |
| Deutschland (GfK)            | 15          |
| Schweiz (IFPI)               | 15          |
| Vereinigtes Königreich (OCC) | 6           |

### Auszeichnungen für Musikverkäufe
| Land/Region                  | Auszeichnungen für Musikverkäufe (Land/Region, Auszeichnung, Verkäufe) | Verkäufe |
| ---------------------------- | ---------------------------------------------------------------------- | -------- |
| Neuseeland (RMNZ)            | Gold                                                                   | 10.000   |
| Niederlande (NVPI)           | Gold                                                                   | 75.000   |
| Vereinigtes Königreich (BPI) | Gold                                                                   | 500.000  |
| Insgesamt                    | 3× Gold ·                                                              | 585.000  |